# Adam Fahrner
Adam Fahrner (geboren 10. Oktober 1873 in Eger (Cheb), Böhmen; für tot erklärt 8. Mai 1945 in Prag) war ein deutschböhmischer Gewerkschafter und Politiker der Deutschen Arbeiterpartei (DAP) in Österreich-Ungarn bzw. ab 1918 der Deutschen Nationalsozialistischen Arbeiterpartei (DNSAP) in der Tschechoslowakei.

## Ausbildung und Beruf
Der Sohn eines Zoll-Offizials ging nach dem Besuch der Volksschule an das Gymnasium in Eger. Danach studierte er zunächst an der Technischen Hochschule Wien und dann Rechtswissenschaft an der Universität Wien, blieb aber ohne Abschluss. Ab 1895 arbeitete er als Buchhalter an der Postdirektion Prag, nach mehreren Beförderungsstufen wurde er 1904 Rechnungsoffizial. Im Juli 1918 wechselte er als Rechnungsrat ins österreichische Handelsministerium. Nach Gründung der Tschechoslowakei wurde er 1919 in deren Handelsministerium übernommen und erreichte zuletzt den Rang eines Oberrechnungsrats, 1935 trat er in den Ruhestand.
Fahrner wurde am 8. Mai 1945 von der tschechischen Miliz in das Internierungslager Prag-Motol eingeliefert und war seitdem verschollen. Er wurde 1975 vom Amtsgericht Amberg für tot erklärt.

## Politische Funktionen
- Mitglied der Landesparteileitung der Deutschen Arbeiterpartei in Böhmen
- Mitglied der Deutschen Nationalsozialistischen Arbeiterpartei in der Tschechoslowakei. 1929 trat er aus Protest gegen die Radikalisierung aus der Partei aus.[1][2]
- Obmannstellvertreter des Vereines der Staatsbeamten deutscher Nation in Böhmen

## Politische Mandate
- 1911–1918: Abgeordneter des Abgeordnetenhauses im Reichsrat (XII. Legislaturperiode), Wahlbezirk Böhmen 104, Deutscher Nationalverband (Deutsche Arbeiterpartei)[3]
- 21. Oktober 1918 bis 16. Februar 1919: Mitglied der Provisorischen Nationalversammlung, DnP
- 1920–1929: Mitglied des Senates des tschechoslowakischen Parlaments